# 사질소
사질소(Tetranitrogen)는 질소 원자 4개로 된 분자이다.

## 역사
사질소 화합물들은 수년에 걸쳐 여러 화학자들에 의해 특징이 세워졌다. 분자 질소(N
2)는 1772년 대니얼 러더퍼드에 의해 처음 분리되었으며 아지드(아지드화물, N−
3)는 1890년 Theodor Curtius에 의해 발견되었다.

## 같이 보기
- 헥사진
- 사산소
- 옥타아자큐베인